# Steve Johnson (tenista)
Steve Johnson (* 24. prosince 1989 Orange, Orange County, Kalifornie) je americký profesionální tenista a bronzový medailista v mužské čtyřhře z Letní olympiády 2016 v Riu de Janeiru. Ve své dosavadní kariéře vyhrál na okruhu ATP Tour čtyři turnaje ve dvouhře, včetně dvou houstonských trofejí na U.S. Men's Clay Court Championships 2017 a 2018. K nim přidal dva deblové tituly. Na challengerech ATP a okruhu ITF získal devět trofejí ve dvouhře a dva ve čtyřhře.
Na žebříčku ATP byl ve dvouhře nejvýše klasifikován v červenci 2016 na 21. místě a ve čtyřhře v květnu téhož roku na 39. místě. Trénují ho Peter Smith a Marc Lucero.
Debutovým startem v hlavní soutěži dvouhry na grandslamovém turnaji se stal US Open 2012, kam obdržel od pořadatelů divokou kartu. Po výhře nad Lotyšem Ernestsem Gulbisem ve druhém kole postoupil do třetí fáze turnaje. V něm podlehl francouzské turnajové třináctce Richardu Gasquetovi.

## Týmové soutěže
V americkém daviscupovém týmu debutoval v roce 2015 baráží proti Uzbekistánu, v níž podlehl v pěti setech Denisi Istominovi a po boku Sama Querreyho vyhrál čtyřhru. Američané zvítězili 3:1 na zápasy. Do září 2022 v soutěži nastoupil k pěti mezistátním utkáním s bilancí 1–3 ve dvouhře a 4–0 ve čtyřhře.
Spojené státy americké reprezentoval na Letních olympijských hrách 2016 v Riu de Janeiru, kde v mužské dvouhře startoval jako dvanáctý nasazený. Vypadl ve čtvrtfinále, když nestačil na pozdějšího vítěze a světovou dvojku Andyho Murrayho až v tiebreaku rozhodující sady. Do mužské čtyřhry nastoupil s Jackem Sockem. Soutěží prošli do semifinále, v němž je vyřadil rumunský pár Florin Mergea a Horia Tecău. V zápase o bronzovou medaili však zdolali kanadskou dvojici Daniel Nestor a Vasek Pospisil a obsadili třetí místo.

## Zápasy o olympijské medaile

### Mužská čtyřhra: 1 (1 bronz)
| Stav  | rok  | místo konání             | povrch | spoluhráč | soupeři                      | výsledek |
| ----- | ---- | ------------------------ | ------ | --------- | ---------------------------- | -------- |
| Bronz | 2016 | Rio de Janeiro, Brazílie | tvrdý  | Jack Sock | Daniel Nestor Vasek Pospisil | 6–2, 6–4 |

## Finále na okruhu ATP Tour
| Legenda                       |
| D – dvouhra; Č – čtyřhra      |
| Grand Slam (0)                |
| Turnaj mistrů (0)             |
| ATP Tour Masters 1000 (0–1 Č) |
| ATP Tour 500 (0–1 D)          |
| ATP Tour 250 (4–1 D; 2–5 Č)   |

| Tituly dle povrchu    |
| --------------------- |
| tvrdý (0–2 D; 0–6 Č)  |
| antuka (2–0 D; 1–0 Č) |
| tráva (2–0 D; 1–0 Č)  |
| koberec (0–0)         |

### Dvouhra: 6 (4–2)
| Stav      | č. | datum             | turnaj                         | povrch | soupeř ve finále    | výsledek           |
| --------- | -- | ----------------- | ------------------------------ | ------ | ------------------- | ------------------ |
| Finalista | 1. | 25. října 2015    | Vídeň, Rakousko                | tvrdý  | David Ferrer        | 6–4, 4–6, 5–7      |
| Vítěz     | 1. | 25. června 2016   | Nottingham, Spojené království | tráva  | Pablo Cuevas        | 7–6(7–5), 7–5      |
| Vítěz     | 2. | 16. dubna 2017    | Houston, Spojené státy         | antuka | Thomaz Bellucci     | 6–4, 4–6, 7–6(7–5) |
| Vítěz     | 3. | 15. dubna 2018    | Houston, Spojené státy (2)     | antuka | Tennys Sandgren     | 7–6(7–2), 2–6, 6–4 |
| Vítěz     | 4. | 22. července 2018 | Newport, Spojené státy         | tráva  | Ramkumar Ramanathan | 7–5, 3–6, 6–2      |
| Finalista | 2. | 26. srpna 2018    | Winston-Salem, Spojené státy   | tvrdý  | Daniil Medveděv     | 4–6, 4–6           |

### Čtyřhra: 8 (2–6)
| Stav      | č. | datum             | turnaj                             | povrch    | spoluhráč        | soupeři ve finále                     | výsledek              |
| --------- | -- | ----------------- | ---------------------------------- | --------- | ---------------- | ------------------------------------- | --------------------- |
| Finalista | 1. | 27. července 2014 | Atlanta, Spojené státy             | tvrdý     | Sam Querrey      | Vasek Pospisil Jack Sock              | 3–6, 7–5, [5–10]      |
| Finalista | 2. | 14. února 2016    | Memphis, Spojené státy             | tvrdý (h) | Sam Querrey      | Mariusz Fyrstenberg Santiago González | 4–6, 4–6              |
| Vítěz     | 1. | 21. května 2016   | Ženeva, Švýcarsko                  | antuka    | Sam Querrey      | Raven Klaasen Rajeev Ram              | 6–4, 6–1              |
| Finalista | 3. | 19. února 2017    | Memphis, Spojené státy             | tvrdý (h) | Ryan Harrison    | Brian Baker Nikola Mektić             | 3–6, 4–6              |
| Finalista | 5. | únor 2020         | Uniondale, New York, Spojené státy | tvrdý (h) | Reilly Opelka    | Dominic Inglot Ajsám Kúreší           | 6–7(5–7), 6–7(6–8)    |
| Finalista | 6. | 1. srpna 2021     | Atlanta, Spojené státy             | tvrdý     | Jordan Thompson  | Reilly Opelka Jannik Sinner           | 4–6, 7–6(8–6), [3–10] |
| Finalista | 7. | 22. srpna 2021    | Cincinnati, Spojené státy          | tvrdý     | Austin Krajicek  | Marcel Granollers Horacio Zeballos    | 6–7(5–7), 6–7(5–7)    |
| Vítěz     | 2. | červenec 2022     | Newport, Spojené státy             | tráva     | William Blumberg | Raven Klaasen Marcelo Melo            | 6–4, 7–5              |

## Finále na challengerech ATP
| Legenda – tituly           |
| -------------------------- |
| Challengery (7–4 D; 2–3 Č) |

### Dvouhra: 11 (7–4)
| Stav      | č. | datum           | turnaj                         | povrch    | soupeř ve finále      | výsledek                |
| --------- | -- | --------------- | ------------------------------ | --------- | --------------------- | ----------------------- |
| Vítěz     | 1. | 12. srpna 2012  | Aptos, Spojené státy           | tvrdý     | Robert Farah          | 6–3, 6–3                |
| Vítěz     | 2. | 15. června 2013 | Nottingham, Spojené království | tráva     | Ruben Bemelmans       | 7–5, 7–5                |
| Vítěz     | 3. | 3. února 2014   | Dallas, Spojené státy          | tvrdý (h) | Malek Džazírí         | 6–4, 6–4                |
| Finalista | 1. | 10. února 2014  | Irving, Spojené státy          | tvrdý     | Lukáš Rosol           | 0–6, 3–6                |
| Vítěz     | 4. | 31. března 2014 | Le Gosier, Guadeloupe          | tvrdý     | Kenny de Schepper     | 6–1, 6–7(5–7), 7–6(7–2) |
| Finalista | 2. | 12. května 2014 | Bordeaux, Francie              | antuka    | Julien Benneteau      | 3–6, 2–6                |
| Vítěz     | 5. | srpen 2019      | Aptos, Spojené státy           | tvrdá     | Dominik Koepfer       | 6–4, 7–6(7–4)           |
| Finalista | 3. | říjen 2019      | Fairfield, Spojené státy       | tvrdý     | Christopher O'Connell | 4–6, 4–6                |
| Vítěz     | 6. | leden 2020      | Bendigo, Austrálie             | tvrdý     | Stefano Travaglia     | 7–6(7–2), 7–6(7–3)      |
| Vítěz     | 7. | březen 2020     | Indian Wells, Spojené státy    | tvrdý     | Jack Sock             | 6–4, 6–4                |
| Finalista | 4. | duben 2022      | Sarasota, Spojené státy        | antuka    | Daniel Elahi Galán    | 6–7(7–9), 6–4, 1–6      |

### Čtyřhra: 5 (2–3)
| Stav      | č. | datum              | turnaj                         | povrch    | spoluhráč       | soupeři ve finále                 | výsledek                   |
| --------- | -- | ------------------ | ------------------------------ | --------- | --------------- | --------------------------------- | -------------------------- |
| Finalista | 1. | 16. října 2011     | Tiburon, Spojené státy         | tvrdý     | Sam Querrey     | Carsten Ball Chris Guccione       | 1–6, 7–5, [6–10]           |
| Vítěz     | 1. | 13. listopadu 2011 | Knoxville, Spojené státy       | tvrdý (h) | Austin Krajicek | Adam Hubble Frederik Nielsen      | 3–6, 6–4, [13–11]          |
| Finalista | 2. | 21. dubna 2013     | Sarasota, Spojené státy        | antuka    | Bradley Klahn   | Ilija Bozoljac Somdev Devvarman   | 7–6(7–5), 6–7(3–7), [9–11] |
| Finalista | 3. | 29. září 2013      | Napa, Spojené státy            | tvrdý     | Tim Smyczek     | Bobby Reynolds John-Patrick Smith | 4–6, 6–7(2–7)              |
| Vítěz     | 2. | 3. listopadu 2013  | Charlottesville, Spojené státy | tvrdý (h) | Tim Smyczek     | Jarmere Jenkins Donald Young      | 6–4, 6–3                   |